# 2002年6月24日月食
2002年6月24日月食为一次在协调世界时2002年6月24日出現的半影月食。該次月食半影食分為0.235、全影食分為-0.787。

## 概述
這次月食的食分是18.22。

## 基本參數
- 類型：半影月食
- 食甚資料：
  - 日期：2002年6月24日
  - 時間：21:27
  - 月球位置：赤經18.22度、赤緯-24.8度
  - 食分：半影食分：0.235、全影食分：-0.787

## 外部連結
- NASA月食專頁（页面存档备份，存于）（英文）